# Liste der Monuments historiques in Beausoleil
Die Liste der Monuments historiques in Beausoleil führt die Monuments historiques in der französischen Gemeinde Beausoleil auf.

## Liste der Bauwerke
| Bezeichnung                   | Beschreibung   | Standort                                                   | Kennzeichnung | Schutzstatus | Datum | Bild           |
| ----------------------------- | -------------- | ---------------------------------------------------------- | ------------- | ------------ | ----- | -------------- |
| Camp ligure du Mont des Mules |                | Route de La Turbie (Lage)                                  | PA00080665    | Classé       | 1939  |                |
| Riviera Palace                | Erbaut 1898    | Avenue du Professeur-Langevin Rue du Riviera-Palace (Lage) | PA00080928    | Inscrit      | 1989  | weitere Bilder |
| Villa Juturne                 | Erbaut 1913/14 | 22, avenue du général de Gaulle (Lage)                     | PA06000052    | Inscrit      | 2018  |                |